# روي لانكستر
روي لانكستر (بالإنجليزية: Roy Lancaster)‏ هو  وعالم نبات بريطاني، ولد في 1937 في فارنورث في المملكة المتحدة.